# Aconitum gezaënse
Aconitum gezaënse là một loài thực vật có hoa trong họ Mao lương. Loài này được W.T. Wang & L.Q. Li mô tả khoa học đầu tiên năm 1987.